# Костел Святої Родини
Костел Святої Родини — римо-католицький костел місцевості Олексіївка міста Харків. Розташований на вулиці Клочківській, 319.

## Історія
У 1990-х роках віряни придбали приватний будинок на цьому місці для розміщення у ньому тимчасового монастиря. У 2001 році Харківською міською радою прийняте, а в 2004 році затверджено, рішення про виділення земельної ділянки під будівництво. У травні 2004 року розпочато будівництво костьолу Святої Родини і монастиря ордену отців маріан. Автором проєкту був Володимир Новгородов. Єпископ Мар'ян Бучек 16 грудня 2008 року освятив купол і хрест храму, а 20 липня 2011 року — дзвони храму, привезені з Роттердаму. 13 травня 2017 року костел був повністю добудований.